# Peter Graves
Peter Aurness, conhecido profissionalmente como Peter Graves (Minneapolis, 18 de março de 1926 — Los Angeles, 14 de março de 2010), foi um ator americano de cinema e televisão. Ele era conhecido por seu papel principal na série de TV Missão: Impossível (de 1967 a 1973 e sua reedição de 1988 a 1990). Ele era o irmão mais novo do ator James Arness.

## Carreira
Graves trabalhou em mais de setenta filmes, séries e filmes para TV. Ele era especialmente conhecido pelos papéis:
Em 2005 participou da série House MD.
- O fazendeiro (Broken Wheel Ranch), pai adotivo de um único filho desempenhado pelo ator infantil Bobby Diamond em 1950, na série Fury da NBC
- Price, um espião alemão de II Guerra Mundial fingindo ser um prisioneiro de guerra no filme Stalag 17
- Um pai fora-da-lei em The Night of the Hunter (1955)
- Jim Phelps, o líder do grupo de espiões da série da CBS Missão: Impossível
- Major Noah Cooper, comandante do 69º Esquadrão Combate na série de televisão da NBC Buck Rogers in the 25th Century
- Capitão Clarence Oveur nas comédias Airplane! (br: Apertem os cintos, o piloto sumiu!; pt: O Aeroplano), Airplane II: The Sequel
- Coronel John Camden na série 7th Heaven da The WB Television Network

O ator foi encontrado morto em 14 de março de 2010 na sua casa em Los Angeles. Segundo o portavoz da família, o ator teria sofrido um ataque cardíaco após participar do café da manhã em comemoração ao seu aniversário.